# Championnat National 1 A 1996/97
Die Saison 1996/97 des Championnat National 1 A war die 23. Ausspielung der französischen Frauenfußballmeisterschaft seit der offiziellen Anerkennung des Frauenfußballs durch die FFF, den Fußballverband Frankreichs, im Jahr 1970 und der ersten Austragung in der Saison 1974/75. Als Championnat National 1 A wurde von 1992 bis 2002 die landesweite höchste Liga bezeichnet.
Die Vorjahresmeisterinnen des Juvisy FCF konnten ihren Titel verteidigen und gewannen damit ihre vierte französische Meisterschaft.

## Qualifikation und Austragungsmodus
Für die Teilnahmeberechtigung wurde ausschließlich das Abschneiden der Frauschaften in der Vorsaison berücksichtigt. Es qualifizierten sich die Teams, die darin einen der ersten neun Plätze belegt hatten, sowie drei Aufsteiger aus dem Championnat National 1 B, der zweiten Liga. Dies waren:
- aus dem Nordwesten: Aufsteiger USO Bruay-Labuissière, Titelverteidiger Juvisy FCF, US Le Mans, Chaffoteaux Sports Saint-Brieuc, VGA Saint-Maur, Olympique Saint-Memmie
- aus dem Südwesten: Aufsteiger ESOF La Roche, ASJ Soyaux, Toulouse Olympique Aérospatial Club
- aus dem Südosten: Aufsteiger Celtic Beaumont (aus Marseille), SC Caluire Saint-Clair, FC Lyon

Die Meisterschaft wurde in einer doppelten Punkterunde entschieden, in der jeder Verein in Heim- und Auswärtsspiel gegen jeden anderen antrat. Es galt die Drei-Punkte-Regel; bei Punktgleichheit gab zunächst der direkte Vergleich und anschließend gegebenenfalls die bessere Gesamt-Tordifferenz den Ausschlag. Am Ende der Saison mussten die drei Tabellenletzten absteigen und wurden für die kommende Spielzeit durch die Gruppensieger der drei zweitklassigen Spielstaffeln ersetzt.

## Ergebnisse, Tabelle und Saisonverlauf
Die Resultate der Heimspiele lassen sich in der Kreuztabelle jeweils in der waagerechten Zeile, diejenigen der Auswärtsspiele in der senkrechten Spalte ablesen.
|                        | USO Bru | SC CSC | FCF Juv | ESO LaR | US LeM | FC Lyo | Cel. Bea | ASJ Soy | CS StB | VGA SMa | Oly. SMe | OAC Tou |
| USO Bruay-Labuissière  |         | 3:0    | 2:3     | 1:2     | 5:1    | 2:1    | 2:1      | 2:3     | 1:1    | 1:1     | 5:2      | 2:2     |
| SC Caluire Saint-Clair | 1:1     |        | 1:1     | 2:1     | 2:1    | 0:4    | 2:3      | 1:1     | 1:6    | 1:0     | 1:4      | 0:6     |
| Juvisy FCF             | 2:1     | 6:0    |         | 2:0     | 7:0    | 1:0    | 6:0      | 2:1     | 4:1    | 1:0     | 3:3      | 1:0     |
| ESOF La Roche          | 3:0     | 1:0    | 1:1     |         | 3:1    | 2:1    | 0:0      | 3:3     | 0:3    | 0:2     | 3:0      | 0:2     |
| US Le Mans             | 2:1     | 0:7    | 1:4     | 0:6     |        | 1:4    | 1:2      | 1:3     | 0:4    | 0:3     | 2:1      | 0:8     |
| FC Lyon                | 1:3     | 4:0    | 1:2     | 3:1     | 1:0    |        | 4:1      | 1:1     | 2:2    | 2:0     | 7:4      | 0:3     |
| Celtic Beaumont        | 1:1     | 0:0    | 1:2     | 3:2     | 2:1    | 0:1    |          | 1:4     | 1:1    | 1:0     | 3:2      | 0:2     |
| ASJ Soyaux             | 1:3     | 1:2    | 1:3     | 8:1     | 4:0    | 0:1    | 0:0      |         | 2:2    | 2:3     | 2:1      | 0:3     |
| CS Saint-Brieuc        | 6:1     | 1:0    | 0:3     | 3:1     | 3:1    | 2:0    | 6:3      | 4:2     |        | 4:1     | 2:2      | 3:2     |
| VGA Saint-Maur         | 0:0     | 2:1    | 1:2     | 1:1     | 3:1    | 0:1    | 1:1      | 0:0     | 1:2    |         | 1:1      | 3:1     |
| Olympique Saint-Memmie | 9:4     | 1:2    | 0:7     | 1:2     | 10:0   | 1:2    | 3:3      | 3:5     | 2:0    | 0:2     |          | 1:0     |
| Toulouse OAC           | 4:0     | 1:0    | 3:1     | 4:0     | 8:0    | 3:1    | 5:0      | 4:2     | 2:2    | 2:0     | 1:0      |         |

| Pl. | Frauschaft             | Sp | G  | U | V  | Tore  | Diff. | Pkte. |
| --- | ---------------------- | -- | -- | - | -- | ----- | ----- | ----- |
| 1.  | Juvisy FCF             | 22 | 18 | 3 | 1  | 64:18 |       | 57    |
| 2.  | Toulouse OAC           | 22 | 16 | 2 | 4  | 66:16 |       | 50    |
| 3.  | CS Saint-Brieuc        | 22 | 13 | 6 | 3  | 58:32 |       | 45    |
| 4.  | FC Lyon                | 22 | 12 | 2 | 8  | 42:29 |       | 38    |
| 5.  | VGA Saint-Maur         | 22 | 7  | 6 | 9  | 25:25 | ±0 a  | 27    |
| 6.  | USO Bruay-Lab. (N)     | 22 | 7  | 6 | 9  | 41:47 | −06 a | 27    |
| 7.  | ASJ Soyaux             | 22 | 7  | 6 | 9  | 46:41 | +05 a | 27    |
| 8.  | ESOF La Roche (N)      | 22 | 8  | 4 | 10 | 33:41 |       | 25 c  |
| 9.  | Celtic Beaumont (N)    | 22 | 6  | 7 | 9  | 27:46 |       | 20 d  |
| 10. | Olymp. Saint-Memmie    | 22 | 5  | 4 | 13 | 51:57 | −06 b | 19    |
| 11. | SC Caluire Saint-Clair | 22 | 6  | 4 | 12 | 24:48 | −24 b | 19 c  |
| 12. | US Le Mans             | 22 | 2  | 0 | 20 | 14:91 |       | 0 e   |

Es lag nicht an der Heimstärke, dass die drei erstplatzierten Teams jeweils ein erheblicher Punktabstand voneinander trennte. Denn Juvisy und Toulouse hatten es vor heimischem Publikum auf jeweils zehn Siege und ein Remis gebracht, und auch Saint-Brieuc konnte im eigenen Stadion neun Siege sowie ein Unentschieden verbuchen. Auswärts hingegen ließen sich die späteren Meisterinnen nur einmal – von Verfolger TOAC – bezwingen, während dieser trotz seines torgefährlichsten Angriffs und der besten Abwehr der Liga gleich von vier Spielen ohne Punktgewinn nach Toulouse zurückfahren musste. Die Bretoninnen aus Saint-Brieuc schließlich verloren in der Fremde zwar nur zwei Begegnungen, in fünf weiteren gelang ihnen aber lediglich eine Punkteteilung. Das Tabellenmittelfeld bildeten die Spielerinnen aus Lyon praktisch alleine, während ab dem fünften Rang bereits die Abstiegszone begann.
Allen drei Aufsteigern gelang es diesmal, die Klassenzugehörigkeit für ein weiteres Jahr zu sichern. Ansonsten führte die strenge Verbandspolitik hinsichtlich einer Verbreiterung der Nachwuchsarbeit im Frauenbereich durch die Pflicht, für Kinder und Jugendliche aller Altersgruppen (U-13, U-16 und U-19) Mädchenmannschaften zu unterhalten und dafür qualifizierte Übungsleiter bereitzustellen, zur je nach Einzelfall gestaffelten Bestrafung mehrerer Erstligateams, die diese Voraussetzungen nicht oder nicht vollständig erfüllten. Diese Maßnahmen, die immerhin jeden dritten Erstligaverein betrafen, hielt die FFF auch Mitte der 1990er Jahre noch für erforderlich, weil in zahlreichen französischen Klubs – von reinen Frauenvereinen und solchen, deren Männermannschaften lediglich in unteren Amateurligen spielten, abgesehen – der Frauenfußball bloß als „fünftes Rad am Wagen“ betrachtet wurde.
Allerdings hatten diese Punktabzüge keine entscheidenden Auswirkungen darauf, welche drei Frauschaften in das Championnat National 1 B absteigen mussten. Die Startplätze von Saint-Memmie, Caluire und Le Mans nahmen zur folgenden Spielzeit die Aufsteiger AS Saint-Quentin, Stade Quimper und Entente Montpellier Le Crès ein.